# Malta en el Festival de la Canción de Eurovisión Junior 2019
Malta participará en el Festival de Eurovisión Junior 2019, seleccionando su representante mediante una preselección televisada el 20 de agosto de 2019, llamada Malta Junior Eurovision Song Contest 2019.

## Malta Eurovision Song Contest 2019
La preselección tendrá lugar el día 20 de agosto de 2019. Constará de doce artistas, cada uno cantará realizado un cover de una canción con la excepción de dos participantes que cantarán una canción propia.
| Artista              | Canción                       | Traducción al español              | Puesto |
| -------------------- | ----------------------------- | ---------------------------------- | ------ |
| Aiden Aquilina Cohen | "Loved Either Way"            | Amado de cualquier manera          |        |
| Francesca Borg       | "Seven Nation Army"           | Séptima sección del ejército       |        |
| Shania Cauchi        | "O Mio Babbino Caro"          | Oh mi querido Babo                 |        |
| Maya Cauchi          | "Creep (Postmodern Jukebox)"  | Arrastrarse (Posmoderna Jukebox)   |        |
| Leah Cauchi          | "Illejla"                     | -                                  | 2      |
| Yarin Coleiro        | "The Power of Love"           | El poder del amor                  |        |
| Martina Cutajar      | "Dynasty"                     | Dinastía                           | 3      |
| Eliana Gómez Blanco  | "Sto Male"                    | Soy mala                           | 1      |
| Yulan Law            | "Speechless"                  | Sin palabras                       |        |
| Amy Pace             | "Rise Up"                     | Crecer                             |        |
| Eksenia Sammut       | "Always Remember Us This Way" | Siempre recuérdenos de esta manera |        |
| Kristy Spiteri       | "Never Enough"                | Nunca es suficiente                |        |

## Curiosidades
- Solo dos participantes participarán con un tema propio.
- De los participantes de esta edición Aiden Aquilina Cohen, Yarin Coleiro, Eliana Gómez Blanco y Kristy Spiteri ya se habían presentado en la preselección de la última edición.